# Middletown (Pennsylvania, Dauphin megye)
Middletown borough az Amerikai Egyesült Államok Pennsylvania államában, Dauphin megyében. Lakosainak száma 9533 fő (2020. április 1.).

## Népesség
A település népességének változása:

| 2010 | 8 901 |
| 2020 | 9 533 |